# Pyganodon cataracta
Pyganodon cataracta är en musselart som först beskrevs av Thomas Say 1817.  Pyganodon cataracta ingår i släktet Pyganodon och familjen målarmusslor. IUCN kategoriserar arten globalt som livskraftig. Inga underarter finns listade i Catalogue of Life.